# Verband der Freien Lektorinnen und Lektoren
Der Verband der Freien Lektorinnen und Lektoren e. V. (VFLL) ist Interessenvertretung und Netzwerk der freiberuflich arbeitenden Lektorinnen und Lektoren in Deutschland. Er wurde im Jahr 2000 gegründet und hat 2024 über 1.300 Mitglieder. Ordentliches Mitglied kann werden, wer der Tätigkeit als freie Lektorin/Redakteurin/Korrektorin bzw. freier Lektor/Redakteur/Korrektor im Haupt- oder Nebenberuf nachgeht und ihr/sein fachliches Können hinreichend ausweist. Berufsanfänger können Kandidatin/Kandidat werden.
Zu den Aufgabenbereichen des VFLL gehört die Stärkung der beruflichen Position freier Lektorinnen und Lektoren. Dafür vertritt er im Bereich Lobby-Arbeit die Interessen seiner Mitglieder in berufspolitischen Gremien und Dachverbänden wie dem Deutschen Kulturrat, der Künstlersozialversicherung und der Bundesarbeitsgemeinschaft Selbstständigenverbände. Der Bereich Presse- und Öffentlichkeitsarbeit fördert die Bekanntheit des Verbands und der Dienstleistung freies Lektorat in der Öffentlichkeit und bei Auftraggebenden. Außerdem kooperiert der VFLL mit anderen Fortbildungseinrichtungen sowie Verbänden wie den Bücherfrauen und dem Börsenverein des Deutschen Buchhandels. In seiner Publikation informiert er über die Arbeit als Lektorin/Lektor und die Freiberuflichkeit.
Mitglieder werden unterstützt durch Vernetzung, berufsfördernde Fortbildungen, Rechtsberatung, Beratung zur Künstlersozialversicherung sowie Informationen über die freiberufliche Arbeit.
Der Verband ist gegliedert in Vorstand, Regionalrat und Regionalgruppen, weitere Aktive engagieren sich in AGs, Netzwerken und in weiteren Bereichen wie Fortbildung und Kommunikation. Vereinssitz ist Frankfurt a. M.
Firmen und Einzelpersonen (beispielsweise Selfpublisher) können im Online-Verzeichnis des VFLL nach Kriterien wie Medium und Thema nach einem Lektorat suchen.
Einmal jährlich findet an wechselnden Orten bzw. online (alle zwei Jahre in Berlin) die Fachtagung Freies Lektorat statt, eine öffentliche Tagung mit Mitgliederversammlung.